# Michał Zenkteler

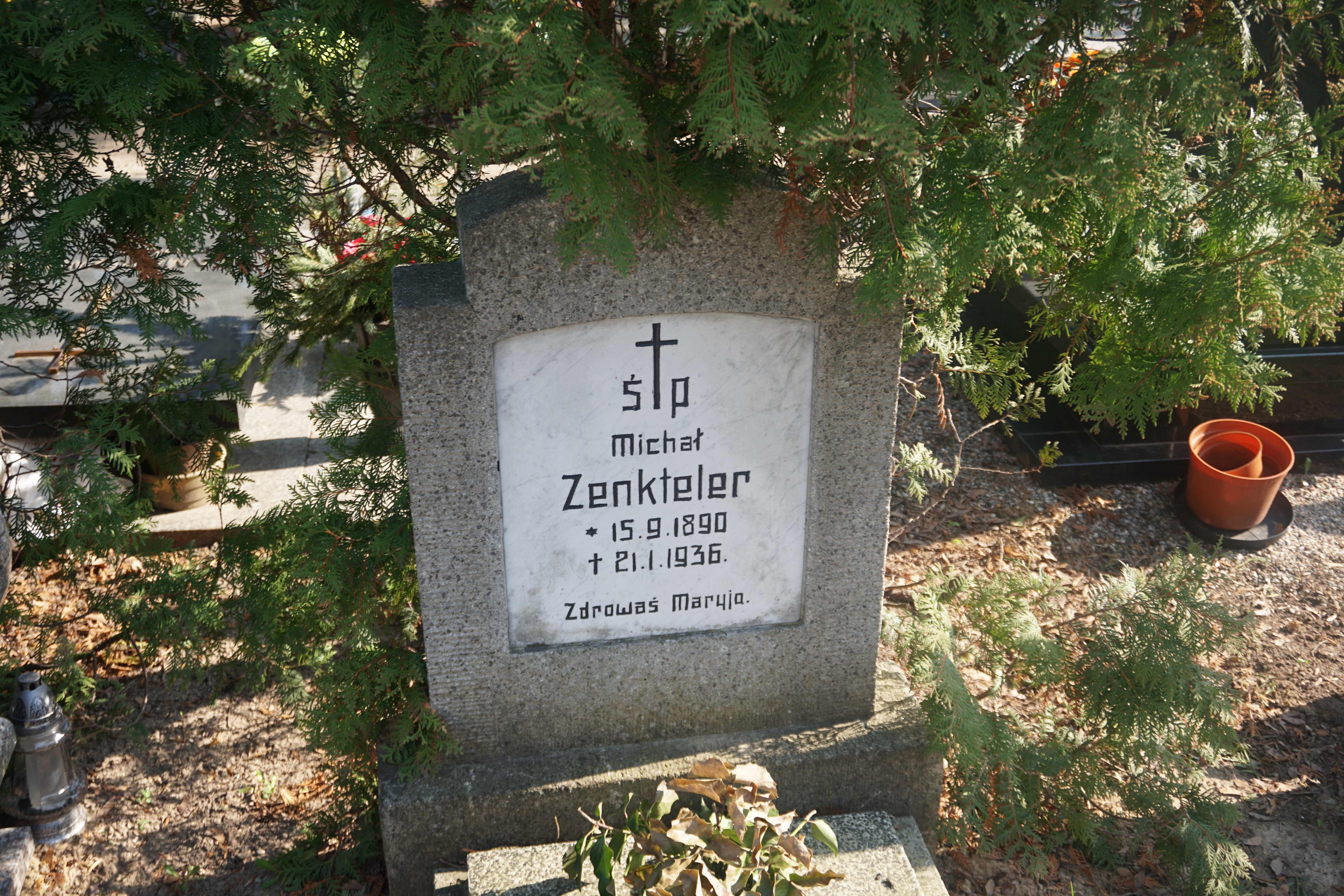
Grób Michała Zenktelera na cmentarzu Górczyńskim

Michał Zenkteler (ur. 15 września 1890 w Buku, zm. 21 stycznia 1936 w Krakowie) – polski inżynier rolnik, działacz społeczny, polityk, poseł na Sejm w II RP, kawaler Orderu Virtuti Militari.

## Życiorys
Urodził się 15 września 1890 w Buku, w rodzinie Walentego (1838–1892) i Franciszki z Siuchnińskich (1859–1936). Był rolnikiem i inżynierem agronomii. Ukończył gimnazjum w Śremie oraz jednoroczną służbę wojskową w Armii Cesarstwa Niemieckiego. W latach 1911–1914 studiował rolnictwo w Akademii Rolniczej w Lipsku i w Berlinie. Przed I wojną światową działał w tajnych „Grupach Narodowych” oraz stowarzyszeniach polskich na emigracji. 
W powstaniu wielkopolskim był dowódcą odcinka czarnkowskiego. W czasie wojny z bolszewikami walczył w szeregach 15 pułku artylerii polowej wielkopolskiej. Pełnił także funkcję adiutanta XV Brygady Artylerii Wielkopolskiej. Zweryfikowany w stopniu kapitana ze starszeństwem z dniem 1 czerwca 1919 roku w korpusie oficerów rezerwy artylerii. W latach 20. XX wieku był oficerem rezerwy 17 pułku artylerii polowej w Gnieźnie. W 1934 roku pozostawał w ewidencji Powiatowej Komendy Uzupełnień Gniezno. Posiadał przydział do Oficerskiej Kadry Okręgowej Nr VII.
Po przeniesieniu do rezerwy został dzierżawcą domeny państwowej w Pałczynie. Był prezesem powiatowym Wielkopolskiego Towarzystwa Kółek Rolniczych na powiat wrzesiński. Był też członkiem wydziału powiatowego i rady powiatowej. W 1931 roku zastąpił Leona Plucińskiego na funkcji prezesa Wielkopolskiego Towarzystwa Kółek Rolniczych. Od 1934 roku był jednocześnie wiceprezesem Wielkopolskiej Izby Rolniczej w Poznaniu.
W 1935 roku został posłem IV kadencji (1935–1938) wybranym 15 515 głosami z okręgu wyborczego nr 98 (powiaty: gnieźnieński miejski, gnieźnieński, średzki, wrzesiński i wągrowiecki). Zmarł w nocy z 20 na 21 stycznia 1936 roku w Krakowie. Pochowany 26 stycznia 1936 roku na cmentarzu Górczyńskim w Poznaniu (kwatera IVP-26-49).
Był mężem Haliny z Glabiszów (zm. 1957).

## Ordery i odznaczenia
- Krzyż Srebrny Orderu Wojskowego Virtuti Militari nr 4736
- Krzyż Niepodległości (20 lipca 1932)[8][9]
- Krzyż Walecznych (trzykrotnie)
- Złoty Krzyż Zasługi (dwukrotnie[9]: 22 grudnia 1928[10], 9 listopada 1932[11])